# Broadspeed GT 2+2

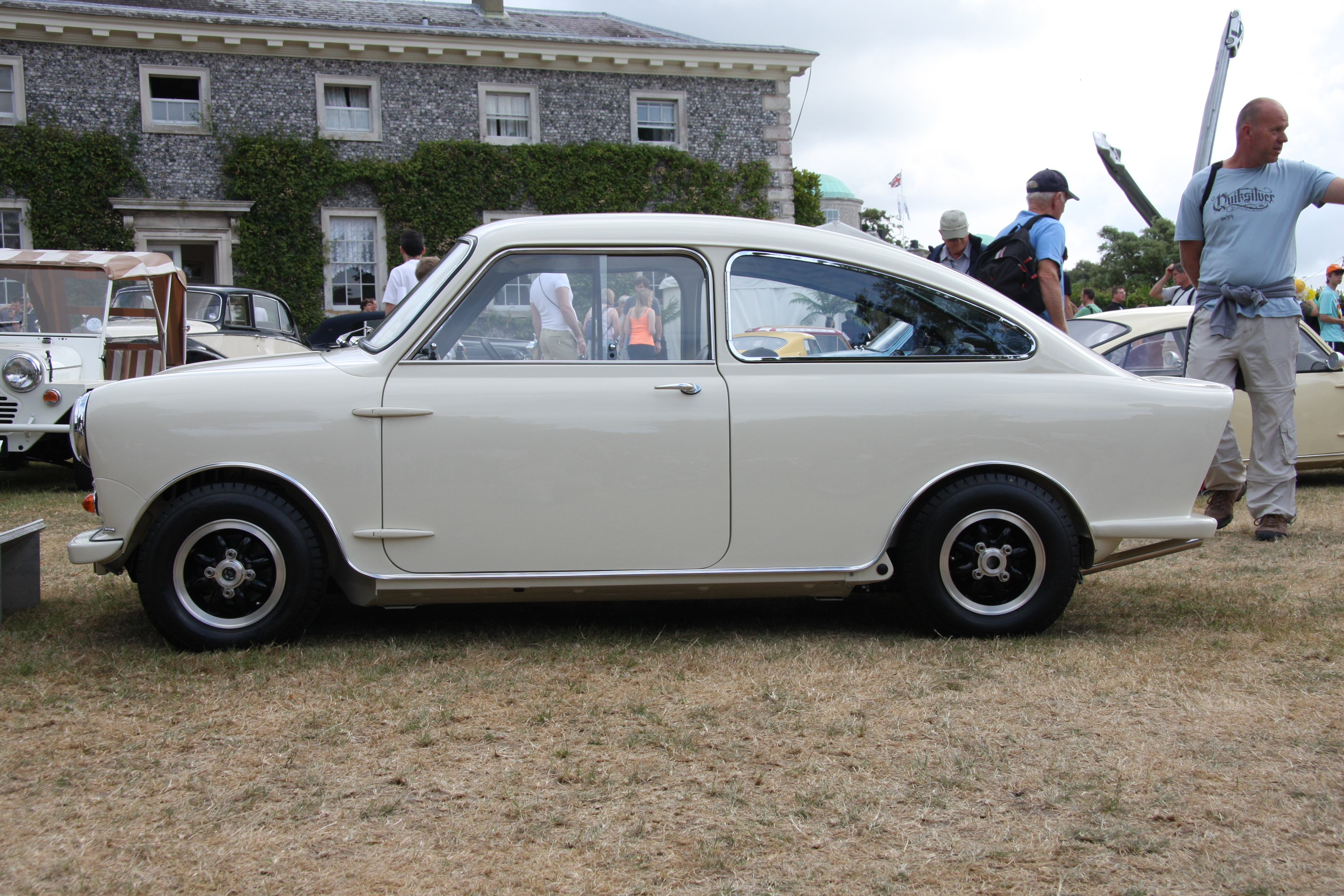
Broadspeed GT 2 + 2 blanco

El Broadspeed GT 2 + 2 es un automóvil de estilo Fastback basado en Mini diseñado por Tony Bloor, gerente de ventas de Broadspeed. Fue introducido en el mercado del Reino Unido en 1966 y continuó en producción hasta 1968, cuando la fábrica de Broadspeed en Birmingham estaba programada para la demolición para dar paso a una nueva carretera de circunvalación. Para entonces, se habían construido 28 automóviles. 
Broadspeed se hizo conocido a principios de la década de 1960 por su exitoso equipo de carreras BMC Mini y por producir ua variedad de paquetes de ajuste de carretera y carrera para motores BMC. El GT fue la primera y única incursión de la compañía en la fabricación de automóviles.

## Construcción
La revista Cars and Car Conversions caracterizó al automóvil como "más lo último en conversión que un automóvil completamente nuevo" después de su prueba de manejo. La conversión se logró cortando la sección trasera de un Mini estándar y reduciendo la altura de los pilares de la puerta en aproximadamente 5,1 cm (2 pulgadas). Luego, un fastback de fibra de vidrio se adhirió al automóvil en lugar de la sección trasera faltante, agregando aproximadamente 10 cm ( 4 pulgadas) a su longitud total.
El interior se actualizó mediante la instalación de una fascia de reemplazo con medidores auxiliares adicionales y asientos deportivos en la parte delantera. El nuevo asiento trasero fue diseñado para plegarse para permitir el acceso al maletero, ya que no había portón trasero en la nueva parte posterior del coche. El maletero era significativamente más pequeño que el del Mini estándar debido a la presencia de dos tanques de combustible, lo que le daba al automóvil una autonomía de 480 km (300 millas)
La revista Autocar describió el producto final de la conversión como "disfrazado de una especie de Aston Martin DB6, más reducido". 

## Motor y rendimiento
El Broadspeed GT se ofreció en cuatro versiones, siendo el ligero GTS el mejor de la gama. Se podían elegir tres motores: motor Mini Cooper 848 cc, motor Mini Cooper de 998 cc y motor  Mini Cooper S de 1275 cc. Los precios variaban entre £799 para el coche con motor básico de 848 cc, a £1500 para la versión de 1275 cc, equivalente a £28.100 en el año 2019.
Una prueba en carretera del Broadspeed GT de 1275 cc publicada en la revista Motorsport en 1966 reportó una velocidad máxima de 180,2 kilómetros por hora (112 mph) y un consumo de combustible de 10.2 L/100 km.